# Elliðavatn
Elliðavatn – jezioro w Islandii, znajdujące się na obszarze terytorialnym  Reykjavíku.